# Indothespis assamensis
Indothespis assamensis es una especie de mantis de la familia Mantidae. Es el único miembro del género monotípico Indothespis.

## Distribución geográfica
Se encuentra en la India.